# Молочки (Бердичівський район)
Моло́чки  — село в Україні, у Краснопільській сільській громаді Бердичівского району Житомирської області. Населення становить 642 осіб.

## Історія
У 1815—1820 рр. за часів генерала Гіжицького у селі було збудовано величний палац у стилі ампір. Архітектура будівлі нагадувала палац Розенгейм під Штутгартом. Маєток відрізнявся вишуканим оздобленням інтер'єру — коринфські колони, фрески, мармурові каміни, різьблені меблі, портретна галерея Гіжицьких та пов'язаних з ними родин. У палаці зберігалася бібліотека з багатим архівом, старовинна зброя, колекція срібла та бронзи. Навколо палацу було посаджено великий парк з оранжереями. За парком розташований ліс з віковими дубами, які були посаджені у рік походу Яна Собеського на Відень. Пізніше маєток був власністю Замойських.
Палац було зображено на літографії художника Наполеона Орди.
У 1906 році село Краснопільської волості Житомирського повіту Волинської губернії. Відстань від повітового міста 83 версти, від волості 5. Дворів 234, мешканців 867.

## Населення

### Мова
Розподіл населення за рідною мовою за даними перепису 2001 року:
| Мова       | Кількість | Відсоток |
| ---------- | --------- | -------- |
| українська | 627       | 97.66 %  |
| російська  | 13        | 2.03 %   |
| румунська  | 2         | 0.31 %   |
| Усього     | 642       | 100 %    |

## Відомі люди
Уродженцем села є Ковальчук Михайло Сидорович — заслужений художник УРСР.
У селі протягом тривалого часу переховувався вбивця журналіста Гонгадзе Олексій Пукач, тут же він був затриманий 21 липня 2009 року.

## Галерея

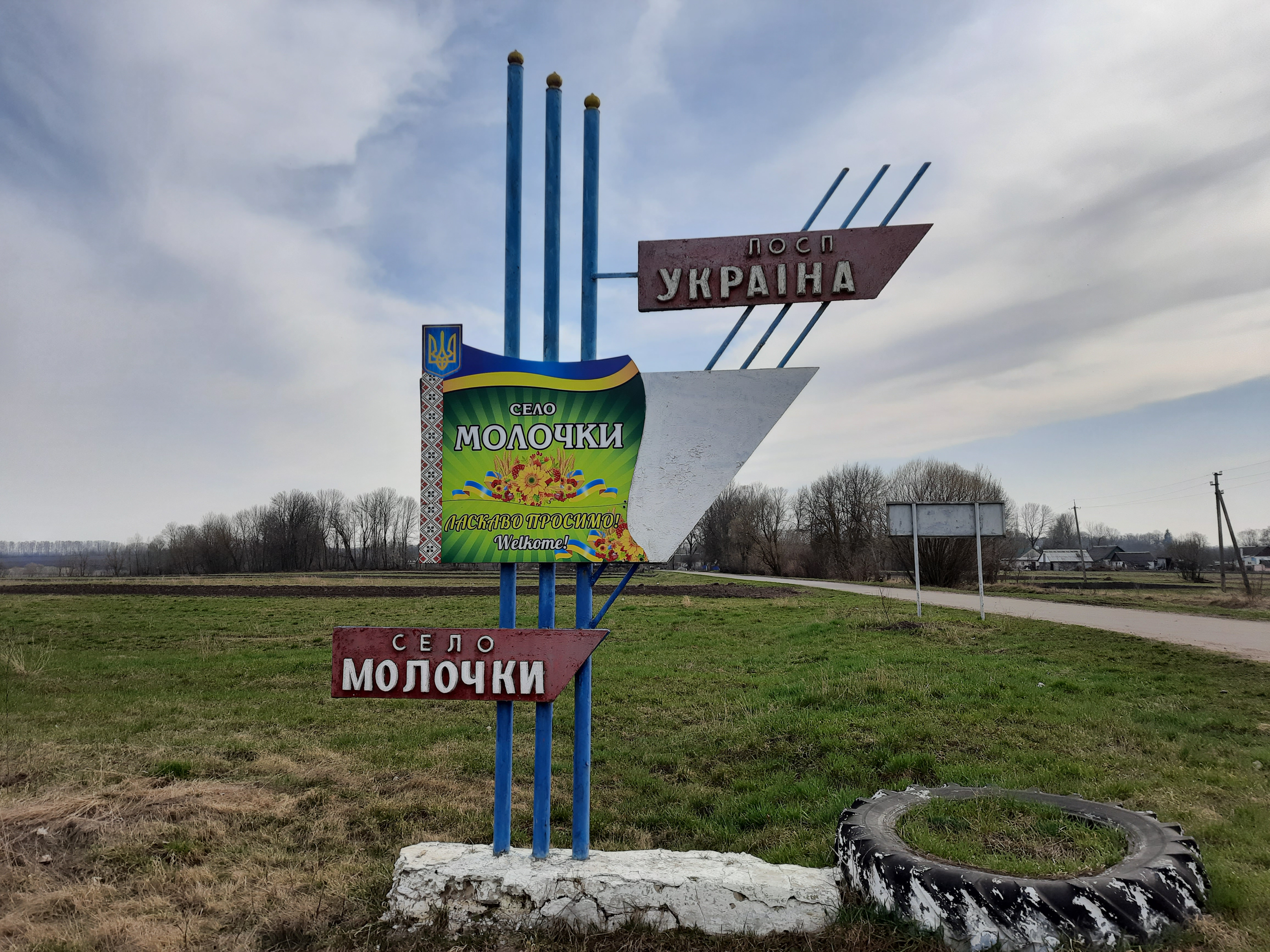
В'їзд у село
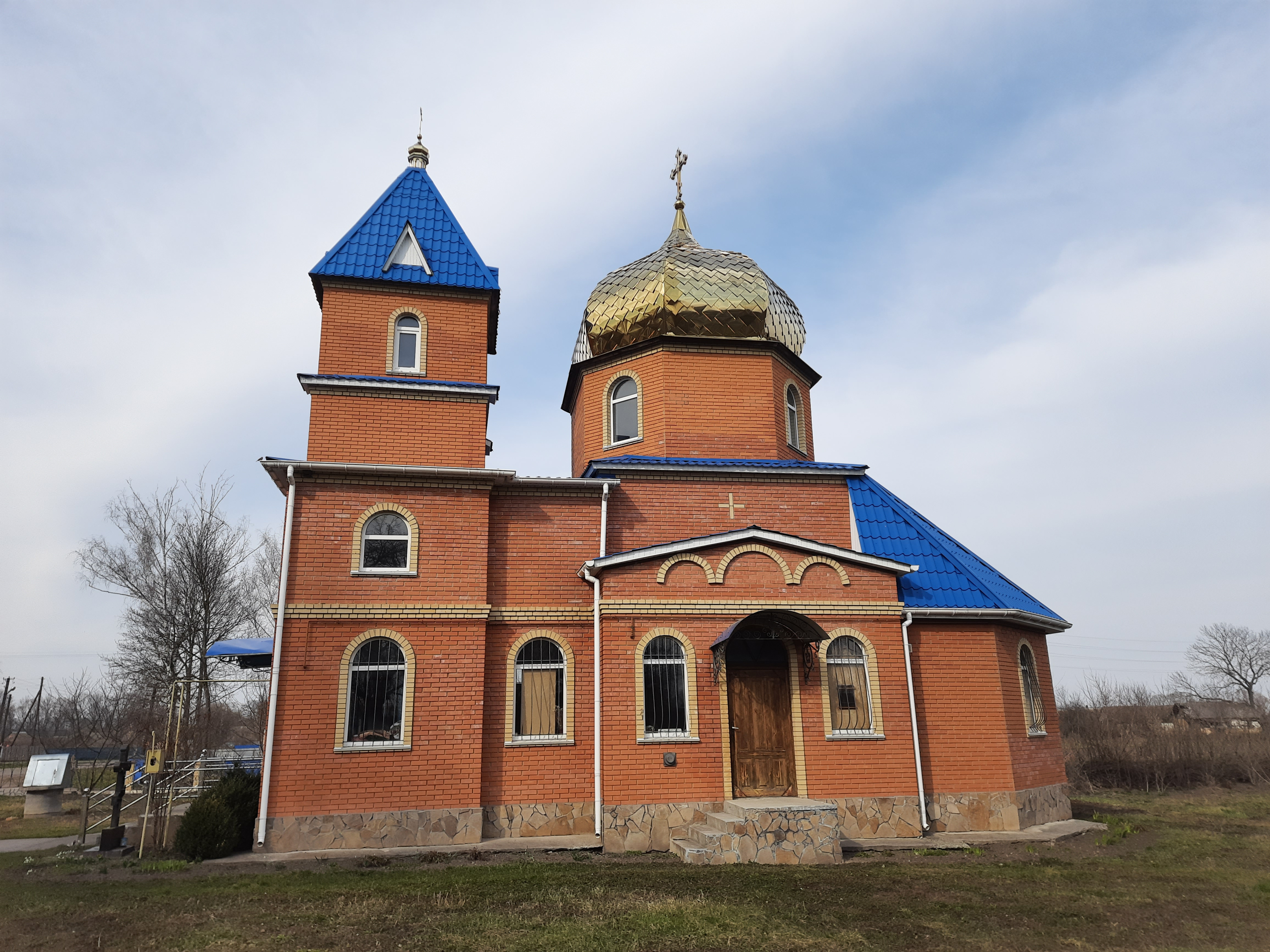
Свято - Вознесенська церква
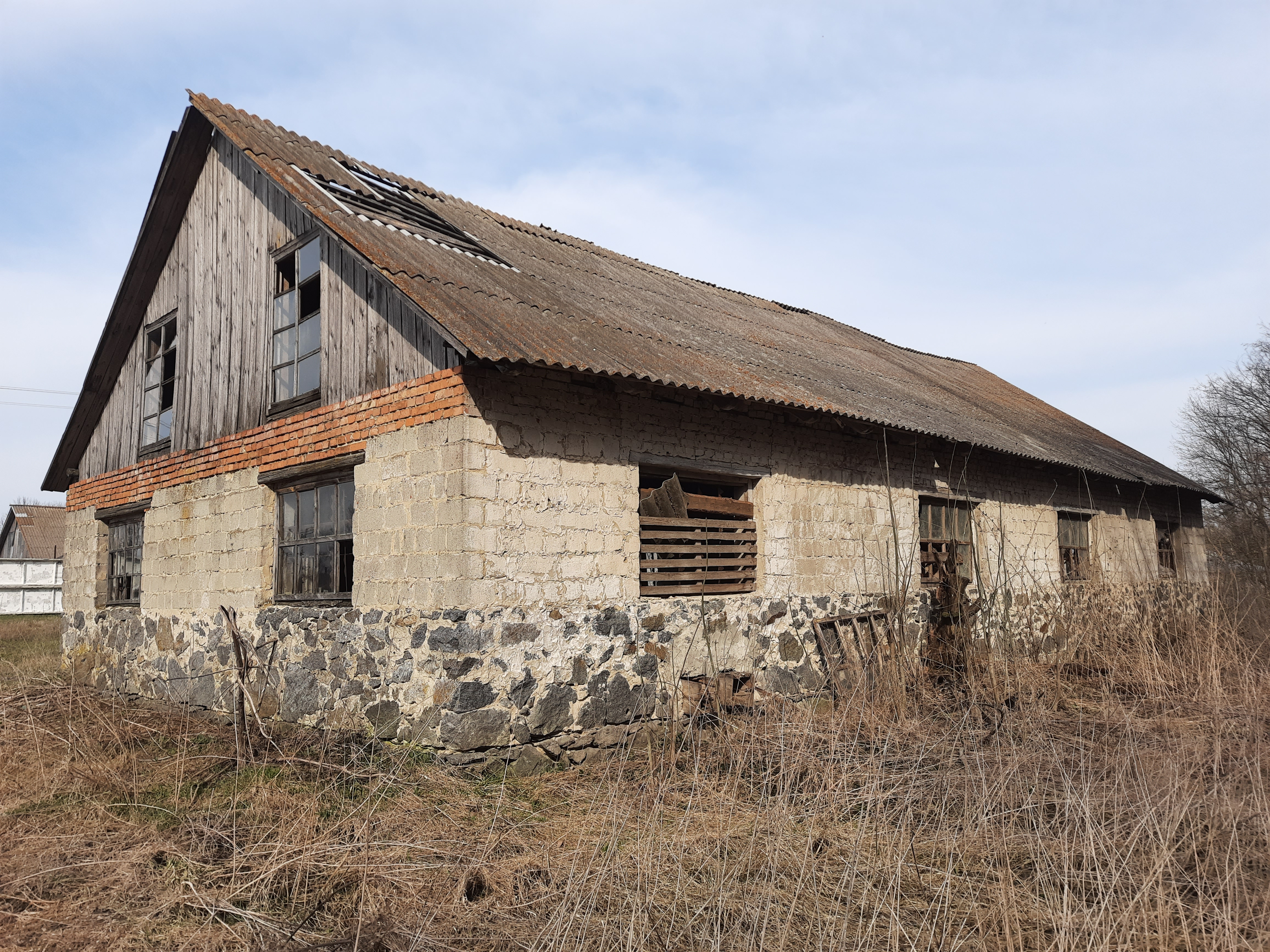
Старий млин
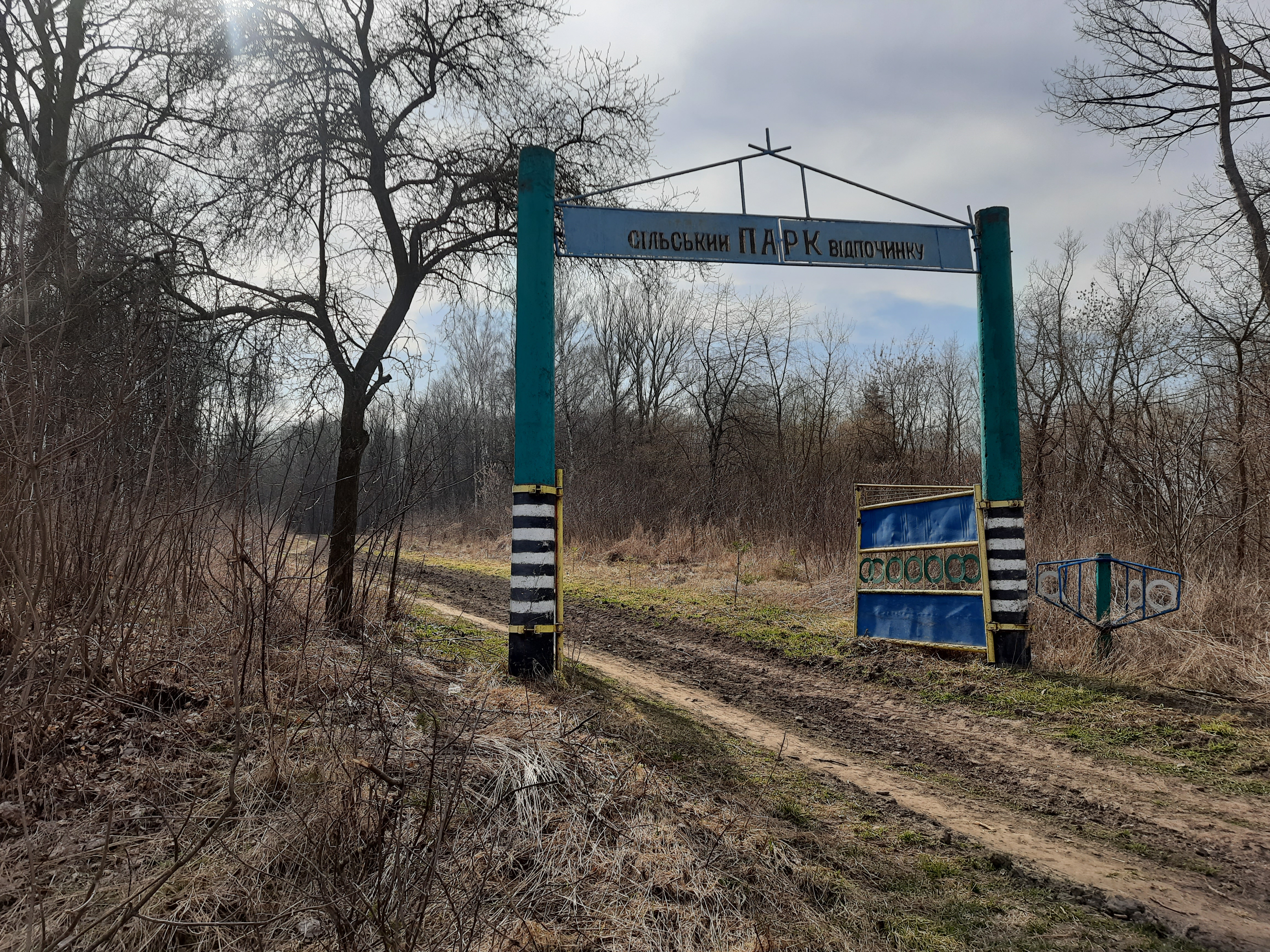
Сільський парк відпочинку